# Deutsche Schule London

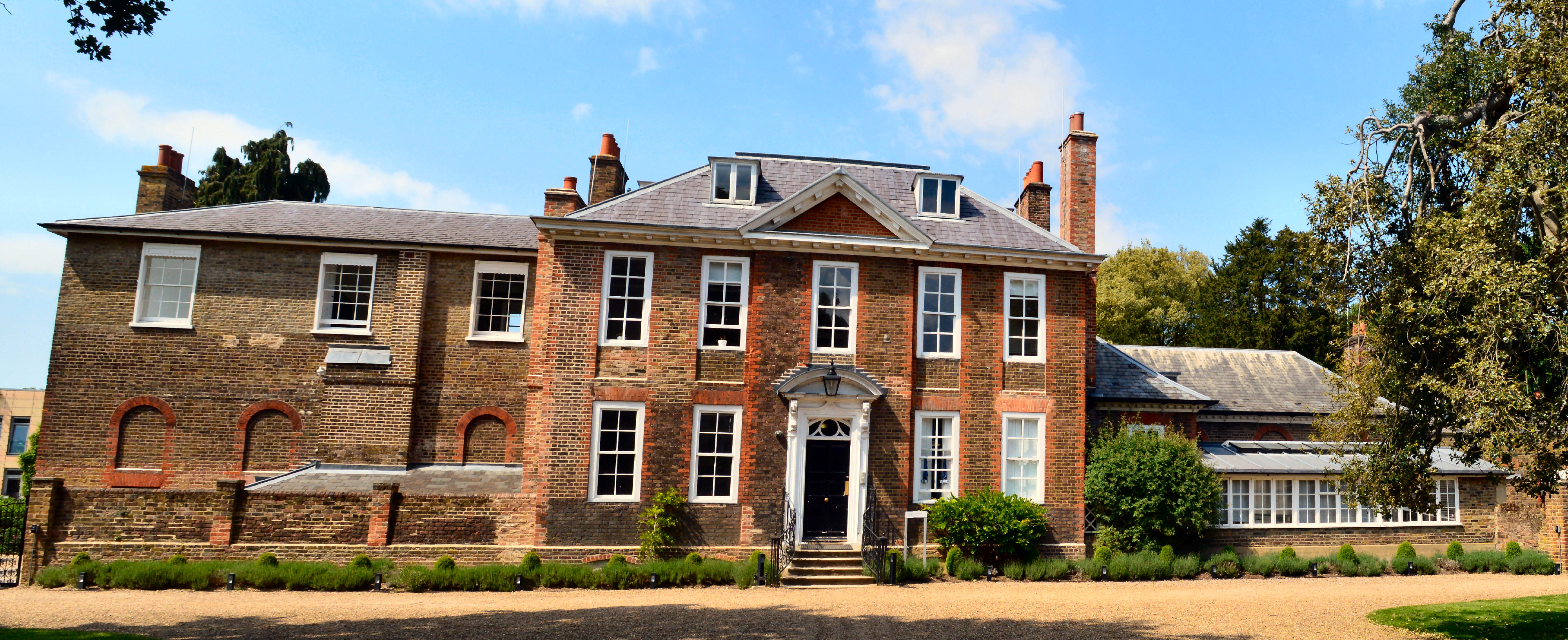
Douglas House, The German School, Petersham

Die Deutsche Schule London ist die deutsche Auslandsschule in der britischen Hauptstadt London. Sie liegt etwas abseits der Verbindungsstraße Richmond–Kingston (A307) in einer ruhigen Wohngegend zwischen Themse und Richmond Park im Südwesten des Großraumes Londons.
Das denkmalgeschützte Douglas House, moderne Schulgebäude und weitläufige Sportanlagen kennzeichnen das Schulgelände in der Themse-Aue.

## Lage
Die Schule ist in etwa 40 Minuten aus dem Stadtzentrum mit der Untergrundbahn (District Line) oder South-West Trains (ab Waterloo) und dann ab Bahnhof Richmond mit den Buslinien 65 und 371 (Haltestelle „Petersham/Fox and Duck“ bzw. „Sandpits Road“) zu erreichen.
Sie liegt versteckt an der Schleifenstraße gegenüber der Gaststätte „Fox and Duck“.
Vom Flughafen Heathrow nimmt man die Untergrundbahn (Piccadilly Line) bis zur Umsteigestation Hammersmith und von dort die District Line nach Richmond.

## Schulleben
Die Deutsche Schule London besteht aus einem Kindergarten (3–5 Jahre), einer Vorschule (5–6 Jahre), einer Grundschule, einer Sekundarstufe mit den drei Schulzweigen Hauptschule, Realschule und Gymnasium, sowie einer Oberstufe mit der Möglichkeit des Abschlusses Abitur.
Da viele Schüler in ihrer Vergangenheit andere Auslandsschulen besucht oder in anderen Ländern gelebt haben, ist die Deutsche Schule sehr international ausgerichtet. Die Deutsche Schule ist Mitglied der ISSA (International School Sports Association) und nimmt aktiv an internationalen Turnieren in Fußball, Volleyball, Basketball, Badminton und Tennis teil. Die Schule verfügt über 4 (kostenpflichtige) Schulbuslinien, die jedes Jahr neu auf die Schüler abgestimmt werden. Im kulturellen Bereich werden jedes Jahr Dichter- und Autorenlesungen, Auftritte von schulinternen Musikern (Chorauftritte, Vorspielabende) und Auftritte von deutschen Musikern angeboten.
Die Elternorganisation „Friends of Douglas House“ richtet zudem das große Sommerfest aus, dazu das jährliche Oktoberfest, das Eltern, Schüler und Lehrer genauso wie Anwohner der Umgebung anzieht.

## Geschichte
Das Douglas House wurde 1680 als Wohnsitz für Lord Carlton erbaut. Kitty Hyde, die Frau von Charles Douglas dem Dritten, dem Duke of Queensberry, erbte 1725 das Haus. 1969 kaufte die Bundesrepublik Deutschland das Douglas House.

## Absolventen
- Mattias Kumm (* 1967), Rechtswissenschaftler und Hochschullehrer, Abitur 1986.

## Einführung des IB
Die Schule bietet seit 2013 als zusätzlichen Abschluss auch das International Baccalaureate (IB) in Form eines dualen Programms an. Schülerinnen und Schüler der DSL können so in der Oberstufe neben dem Abitur auch ein volles IB Diploma oder einzelne Kurszertifikate erwerben.

## Weitere deutsche Auslandsschulen
- siehe Liste deutscher Auslandsschulen